# Казавекија-Коле-Пјађа (Л'Аквила)
Казавекија-Коле-Пјађа (итал. Casavecchia-Colle-Piaggia) је насеље у Италији у округу Л'Аквила, региону Абруцо.
Према процени из 2011. у насељу је живело 250 становника. Насеље се налази на надморској висини од 840 м.